# Vlielands
Het Vlielands was een West-Fries dialect dat gesproken werd op het Friese Waddeneiland Vlieland. De laatste spreekster van het dialect, mevrouw Petronella de Boer-Zeylemaker, overleed in 1993 op 107-jarige leeftijd.
Het Vlielands is slecht beschreven. De kennis van het dialect is dan ook beperkt. Wel staat vast dat het Vlielands géén Fries dialect was, maar meer aansloot bij de dialecten van Noord-Holland en dan met name het Tessels. Tot 1942 behoorde het eiland overigens ook tot de provincie Noord-Holland.

## Dode taal
Het Vlielands wordt niet meer gesproken en zou dus een "dode taal" of een "dood dialect" genoemd kunnen worden. Toch lijkt deze titel niet helemaal gerechtvaardigd. Hoewel het oorspronkelijke dialect bij de lokale bevolking niet meer bekend is, gebruiken zelfs jongeren soms nog Vlielandse woorden en klanken. Het dialect is dus niet helemaal verdwenen, het leeft in zeer beperkte mate nog voort. De eilanders hebben ook een zekere behoefte aan het Vlielands: het is een middel om de eigen identiteit te benadrukken.
Bij het laatste dialectonderzoek op Vlieland, gehouden in 1999, werd onder meer genoteerd dat de uitspraak huus voor huis en diek voor dijk nog voorkwam, ook onder jongeren, maar vele andere kenmerken als (h)ieërd voor haard niet meer.

## Kenmerken
Van een aantal kenmerken van het Vlielands zijn we op de hoogte door kleine onderzoeken in de 19e en 20e eeuw naar het dialect. Het dialect kwam sterk overeen met het Tessels en het Wierings, maar had opvallende eigen kenmerken op het gebied van uitspraak.

### Klankleer

#### Klinkers
In de 19e eeuw werd het Vlielands beschreven als een merkwaardig dialect, waar klanken voorkwamen die zeer ongebruikelijk werden gevonden. Men schreef dat de ui hier vaak als een "ie" klonk en de ij als een "uu". Alle omliggende dialecten hebben juist het omgekeerde: huis is daar huus en ijs is er ies. Van het 19e-eeuwse Vlielands zijn vormen als uis voor "ijs" en ies voor "huis" overgeleverd. 20e-eeuwse onderzoekers troffen echter geen speciale situatie aan: uus was het woord voor huis, ies dat voor ijs. Aangenomen wordt dat de klanken in het Vlielands zijn veranderd. In de 19e eeuw was het eiland veel geïsoleerder en konden de ongewone uitspraken van ui en ie bestaan, vanaf de 20e eeuw was er veel meer contact met sprekers van de omliggende dialecten en werden de klanken "gecorrigeerd". Het 20e-eeuwse Vlielands heeft dus net als het Tessels en de Terschellinger dialecten muus (muis) en diek (dijk).
De Standaardnederlandse aa kon in het Vlielands op verschillende manieren worden uitgesproken. Vaak klonk de aa er als "ieë", dus dieën voor "gedaan", kieërs voor "kaars", wieër voor "waar". Het Tessels heeft hier een ee (deen, keers), het Fries vaak ook een ieë (dien). Het Vlielands lijkt op dit punt sterker op het Fries dan de meeste andere West-Friese dialecten - invloed vanuit Friesland of vanaf Terschelling is niet ondenkbaar.
De aa kon ook als een ee klinken, bijvoorbeeld in kaas. Deze ee zien we zowel in Noord-Holland als in Friesland algemeen voorkomen. Verder werd ook even of eiven genoteerd voor "avond" - hier klinken het Tesselse ééved en het Land-West-Friese eived in door, met als opvallend verschil dat in het Vlielands niet de -n-, maar de -d ontbrak.

#### Medeklinkers
Een ander opvallend verschijnsel van het Vlielands is de h-loosheid. De h kwam in het dialect niet voor. Volgens sommige 19e-eeuwse onderzoekers kwam de h soms wel voor, maar dan in woorden die in het ABN met een klinker beginnen (huis voor "ijs"). Ook begin 20e eeuw werd genoteerd dat Vlielanders de h niet uitspraken. Hiermee komt het Vlielands overeen met het Enkhuizens, dat ook andere kenmerken met het Vlielands gemeen heeft. Op het moderne Vlieland wordt de h wel altijd uitgesproken, ook als men dialectwoorden gebruikt als uus (huis), dat nu dus huus is. Het dialect heeft de h-loosheid dus geheel en al verloren, hoewel het bij veldwerk in 1976 nog kon worden opgetekend.
Voor het overige werden de medeklinkers uitgesproken zoals in andere West-Friese dialecten: v en z waren meestal f en s, de sch- was sk-.

### Vormleer
Over de woordvorming van het Vlielands is weinig bekend. Wel is zeker dat, zoals in alle West-Friese dialecten, het voorvoegsel ge- niet voorkwam, dus dieën voor "gedaan". Ook tegenwoordig laten Vlielanders deze ge- nog vaak weg.
Waarschijnlijk was de woordvorming in het Vlielands niet anders dan in de andere West-Friese dialecten.

### Zinsbouw
Ook over de zinsbouw is niet veel bekend. Er zijn weinig geschreven teksten in het Vlielands. De geschreven teksten die er wel zijn laten, niet verrassend, hetzelfde beeld zien als het Tessels en het Wierings, dat is, dat de zinsbouw van de West-Friese dialecten de Friese is.

## Oorzaak van het verdwijnen
Het Vlielands dialect is verdwenen als gevolg van een aantal veranderingen op het eiland:
- Vlieland, eens heel geïsoleerd, is tegenwoordig goed verbonden met de omliggende eilanden en het vasteland.
- Door de media is de bevolking dagelijks in contact met de Nederlandse (en de Friese) standaardtaal.
- Veel mensen van "de wal" zijn op het eiland komen wonen en zij spreken uiteraard geen Vlielands.
- Vlielanders zijn met mensen van de wal gaan huwen en voedden hun kinderen vervolgens in het Standaardnederlands op.

Toch zijn er dus, zoals gezegd, bepaalde kenmerken van het Vlielands behouden in de moderne spreektaal op het eiland. De behoefte zich van de rest van Nederland te onderscheiden, eigen aan Vlielanders en eilanders in het algemeen, maakt dat het dialect, zij het in beperkte mate, nog steeds voortleeft.